# 程其襄
程其襄（1910年—2000年），男，四川万县人，中国数学家、数学教育家，华东师范大学教授，曾任中国数学会理事。